# Мачавариани, Александр Георгиевич
Александр Георгиевич Мачавариани (1884—1941, Москва) — советский хозяйственный, государственный и политический деятель.
Член ВКП(б).

## Биография
Родился в 1884 году в Батуми.
Выпускник Петербургской Военно-медицинской академии. С 1910 года — на хозяйственной, общественной и политической работе. В 1910-19 гг. — ординатор в хирургической клинике Петербургской Военно-медицинской академии у профессора Н. Вельяминова, хирург-инструктор, главный хирург гвардейской армии в русской армии на Первой мировой войне, профессор-руководитель хирургической клиники и декан лечебного факультета, медицинского факультета Тбилисского университета, проректор университета, директор Тбилисского медицинского института, заместитель наркома здравоохранения Грузии, член редколлегии ряда медицинских журналов, председатель хирургической Секции Общества врачей Грузии.
Избирался депутатом Верховного Совета СССР 1-го созыва.
Умер в Москве в 1941 году.